# ري إليفسون
ري إليفسون (بالإنجليزية: Ray Ellefson)‏ مواليد 18 سبتمبر 1922 في بروكينغز - الوفاة 7 أكتوبر 1994، كان لاعب كرة سلة أمريكي. بدأ مسيرته الاحترافية في سنة 1948. حمل الرقم 18. بلغ طوله 6 قدم 8 بوصة (2.0 م). اعتزل اللعب في 1951. لعب مع لوس أنجلوس ليكرز ونيويورك نيكس.

## روابط خارجية
- ري إليفسون على موقع إن بي أي (الإنجليزية)
- ري إليفسون على موقع سبورتس رفرنس (الإنجليزية)
- ري إليفسون على موقع كلية كرة السلة في سبورتس رفرنس.كوم (الإنجليزية)
- ري إليفسون على موقع ريلجم (الإنجليزية)
- ري إليفسون على موقع سبورتس رفرنس (الإنجليزية)